# Emil Sander
Emil Sander (* 24. August 1905 in Langendreer; † 28. Mai 1985) war ein deutscher Politiker und Abgeordneter des nordrhein-westfälischen Landtages der Kommunistischen Partei Deutschlands.

## Leben und Beruf
Nach dem Besuch der Volksschule war Sander als Bergmann tätig. Er war Sekretär des Landesvorstandes der KPD Nordrhein-Westfalen und wurde in dieser Eigenschaft als Zeuge im Prozess über die Feststellung der Verfassungswidrigkeit der Kommunistischen Partei Deutschlands vor dem Bundesverfassungsgericht vernommen. Sander war 1946 und 1947 Mitglied in den Stadträten der Städte Bochum und Oberhausen.
Vom 7. Oktober 1949 bis zum 17. Juni 1950 war Sander Mitglied des Landtags des Landes Nordrhein-Westfalen. Er rückte über die Reserveliste seiner Partei nach.